# El amor no es como lo pintan
El amor no es como lo pintan es una telenovela mexicana de TV Azteca, producida por Antulio Jiménez Pons en 2000. 
Protagonizada por Vanessa Acosta y Héctor Soberón, con las participaciones antagónicas de Gina Romand, Betty Monroe y Víctor González, posteriormente Guillermo Murray, Christian Cataldi y Liza Carbajal, cuenta además con las actuaciones estelares de Rosenda Monteros, Sergio Klainer, Rodrigo Cachero y Aarón Beas.

## Argumento
Alicia Ramírez es una joven universitaria que vive muy feliz con su padre Gerardo, su abuela María Elena "Mamá Nena" y su pequeño hermano Juanito. Además, es la mejor estudiante de su carrera. Sin embargo, tiene que lidiar con un gran problema, su aspecto físico.
Cuando Alicia decide buscar empleo en diferentes agencias de publicidad es rechazada por los jefes, simplemente por el hecho ser fea, a pesar de tener una gran preparación. Lo mismo le sucede en Segovia, Segovia, donde Alberto, el hijo menor de Rolando Segovia, dueño de la agencia, no la quiere contratar por la misma razón. Sin embargo, Rolando cree que Alicia tiene una gran preparación y decide contratarla sin importarle la opinión de su hijo.
En esta historia también aparece el hijo mayor de Rolando y hermano de Alberto, el soñador César, quien junto con Javier, su mejor amigo, intentan tener éxito en el negocio del cine. César utiliza el nombre artístico de Felipe Sabatié, como un homenaje a su abuelo materno. César es constantemente acosado por su novia Marisela, a quien planea dejar por una joven que conoce en un chat.
César y su amiga son fanáticos del cine, por ese motivo se hacen llamar en el chat "Cinéfilo" y "Cinéfila", respectivamente. César no sospecha que la "Cinéfila" es en realidad Alicia y cuando ella descubre que él es "Cinéfilo" tiene miedo de que la rechace por su aspecto. 
Alicia le revela su identidad a César y aunque en un principio no le agrada la idea, decide darse una oportunidad con Alicia. Sin embargo, ambos tendrán que enfrentarse a las maldades de Marisela, quien planea separarlos para quedarse con César. Además, Alicia tendrá que soportar las humillaciones de Alberto en la agencia, pero sobre todo, tendrá que lidiar con la madre de César y Alberto, la ambiciosa Dunia, quien cree que Alicia es amante de su esposo Rolando.

## Elenco
- Vanessa Acosta .... Alicia "Licha" Ramírez Campos / Desirée Ramírez Campos
- Héctor Soberón .... César Segovia Sabatié "Felipe Sabatié"
- Gina Romand .... Dunia Sabatié de Segovia
- Betty Monroe .... Marisela Aguilera Cienfuegos
- Víctor González .... Alberto "Beto" Segovia Sabatié
- Rosenda Monteros .... María Elena "Mamá Nena" Chiquini Vda. de Ramírez
- Sergio Klainer .... Manuel Segovia
- Rodrigo Cachero .... Javier Galán Batres
- Aarón Beas .... Jorge Segovia
- Guillermo Murray .... José María Ibáñez "El señor X"
- Christian Cataldi .... Julián Ibáñez
- Liza Carbajal .... Paulina Ibáñez
- Vanessa Villela .... Cynthia Rico
- Kenya Mori .... Alma Alvarado
- Andrés Palacios .... Jaime "Neco" Galán Pérez
- Ana La Salvia .... Lena
- Arturo Beristáin .... Gerardo Ramírez Chiquini
- Gina Moret .... Cleotilde Campos
- Susana Alexander .... Daniela Cienfuegos
- Carmen del Valle .... Sonia Cienfuegos de Aguilera
- Rodolfo Arias .... Pablo Rico
- Elizabeth Guindi .... Martha de Rico
- Miguel Couturier .... Enrique Alvarado
- Nubia Martí .... Carolina de Alvarado
- Regina Torné .... Engracia Valdés de Galán
- Bárbara Eibenshutz .... Cecilia Batres
- José Loza .... Rolando Segovia
- Eva Prado .... Silvia de Segovia
- Roberto Medina .... Rafael
- Enoc Leaño .... Darío
- Dunia Saldívar .... Paquita
- Fernando Sarfatti .... Reinaldo Galán
- René Campero .... Padre Adrián
- Martha Itzel .... Rosario "Chayito"
- Alejandro Gaytán .... Carlos
- Alejandra Lazcano .... Karla Orozco
- Carlos East Jr. .... Andrés
- Pablo Azar .... Conrado "Coco"
- Bertha Kaim .... Aurora
- José Ramón Escorza .... Padre Anselmo
- Mercedes Olea .... Carmen
- Rodrigo Mejía .... José "Pepe"
- Rosalba Brambila Alexander .... Adela
- René Gatica .... Daniel
- Fidel Garriga .... Rogelio Orozco
- Margot Wagner .... Fátima
- Joanydka Mariel .... Lucía
- Alma Martínez .... Madre Superiora
- Manuel Francisco Valdéz .... Juanito Ramírez
- José Antonio Duch .... Ricardo "Ricardito" Segovia
- Nur .... Susana "Susy"
- Germán Valdés III .... Mariano

## Invitados
- Raúl ... interpretando "Sueño su boca"
- Uff ... interpretando "Ya lo Ves"
- Bloodhound Gang ... interpretando "The Bad Touch"